# Haukipudas
Haukipudas este o localitate din orașul Oulu, Finlanda, până în 2013 o comună separată.
Se află lângă Golful Botnic. Populația este de 18.994 locuitori, determinată în 31 decembrie 2011.